# 多尔利赛姆
多尔利赛姆（法語：Dorlisheim，法語發音：[dɔʁlisaim] ⓘ），法国东北部城市，大东部大区下莱茵省的一个市镇，隶属于莫尔塞姆区，其市镇面积为11.53平方公里，2022年1月1日时人口数量为2,626人，在法国城市中排名第4,211位。
多尔利赛姆位于下莱茵省中南部，是莫尔塞姆的一个近郊卫星城。

## 地名来源

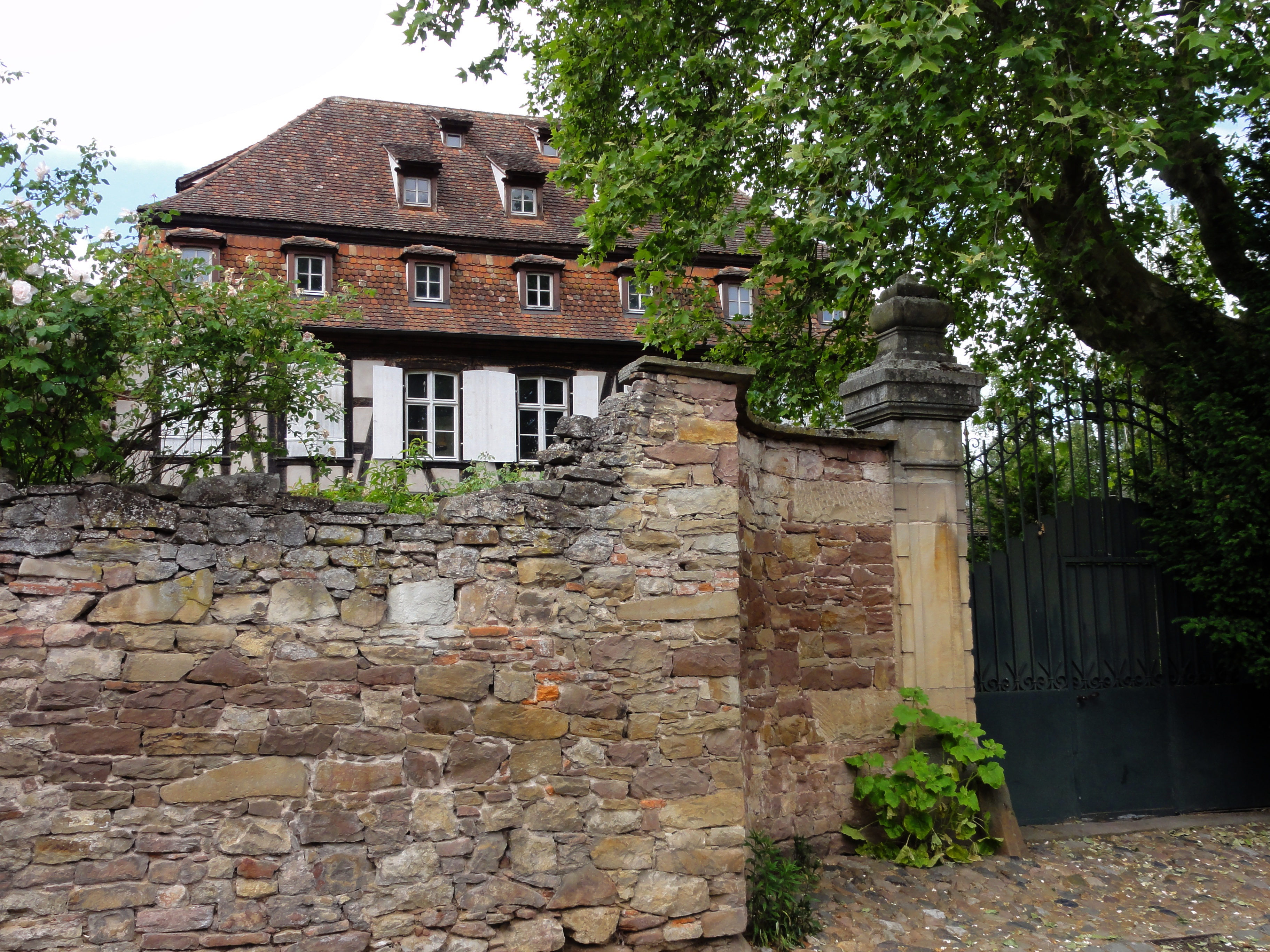
多尔利赛姆境内的一处历史建筑

多尔利赛姆最初于公元736年以“Dorlosheim”的形式被记载，其含义尚存在争议。

## 历史
多尔利赛姆始建于公元8世纪，其早期历史尚不清楚。公元12世纪时，多尔利赛姆境内出现了首座罗马式教堂。中世纪中后期，多尔利赛姆所在阿尔萨斯地区曾为神圣罗马帝国的一部分。当地镇中心的水井建成于公元1605年。法国大革命后，多尔利赛姆成为下莱茵省的一个市镇。普法战争结束后，多尔利赛姆被普鲁士军队占领，直至一战结束。第二次世界大战初期，纳粹德军曾占领并逮捕驱逐了当地的40名居民，他们直至战后才返回家园。

## 地理

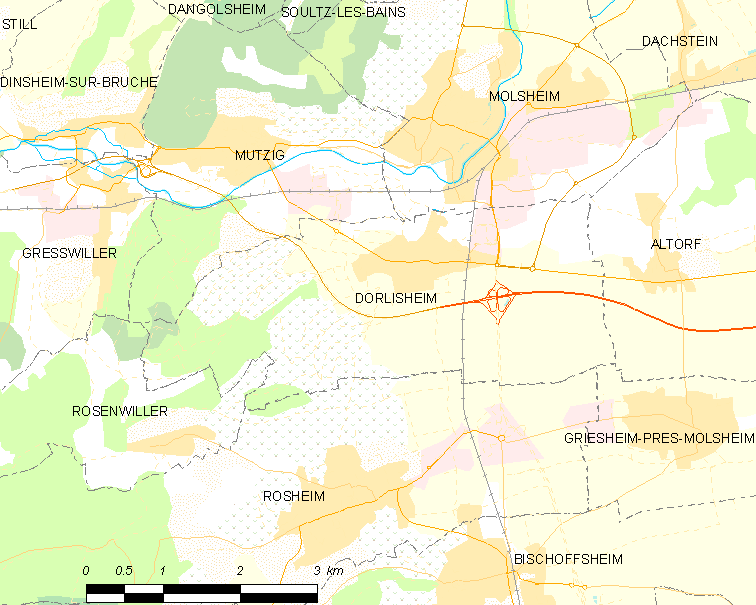
多尔利赛姆市镇范围地图

多尔利赛姆位于法国东北部，大东部大区东北部和下莱茵省中南部，距离省会斯特拉斯堡大约24公里。与多尔利赛姆接壤的市镇包括：米齐格、莫尔塞姆、罗桑维莱、阿尔托夫、罗赛姆和莫尔赛姆附近格里赛姆。

### 地形
多尔利赛姆位于孚日山东侧的山前平原地带，境内以平原和丘陵为主，市镇中心地势较为平坦，西侧为丘陵，全境海拔在172到373米之间。

### 水文
多尔利赛姆位于莱茵河流域范围内，布吕什河的一条右岸水道流经多尔利赛姆境内。

### 植被
多尔利赛姆属于温带阔叶混交林区，林地主要分布于河流附近及坡地地区。
在鲜花城市的评比中，多尔利赛姆被评为2星级鲜花城市。

### 气候
多尔利赛姆在柯本气候分类法中属于带有大陆性特征的温带海洋性气候。

## 行政区划
多尔利赛姆的市镇编号为67101，邮政编号为67120。
在行政管理方面，多尔利赛姆隶属于法国大东部大区下莱茵省莫尔塞姆区；在地方选举方面，多尔利赛姆隶属于莫尔塞姆县，其市镇范围全境被划入下莱茵省第六选区；在社会管理方面，多尔利赛姆是莫尔塞姆-米齐格地区市镇公共社区的组成部分。
多尔利赛姆境内暂无城市敏感街区及城市政策优先街区。
法国国家统计与经济研究所（简称）在进行数据统计时，将多尔利赛姆及相邻的另外9个市镇设为莫尔塞姆城市核心区，并将包括核心区在内的周边共258个市镇划为斯特拉斯堡城市区。自2020年起，斯特拉斯堡城市区被包含268个市镇的斯特拉斯堡城市辐射区代替。此外，还将多尔利赛姆市镇整体看作一个“块区”（IRIS），以便于统计人口分布情况。

## 交通

### 公路
A352高速公路和多条下莱茵省省道在多尔利赛姆境内交汇。大东部大区下属的下莱茵省城际客运235线经过多尔利赛姆，该线路可前往莫尔塞姆、萨韦尔讷等地。
2019年，80.6%的多尔利赛姆家庭拥有至少一辆私人汽车。2019年，多尔利赛姆境内共发生各类交通事故1起，造成2人受伤。
| 11.1 | 8.8 |

| 11a | 1.8 |

| 斯特拉斯堡 | 25 |

| 孚日圣迪耶 | 63 |

| 萨韦尔讷 | 31 |

| 塞莱斯塔 | 34 |

| 莫尔塞姆 | 3.5 |

| 奥贝奈 | 9 |

### 铁路
多尔利赛姆位于塞莱斯塔－萨韦尔讷铁路上。多尔利赛姆站位于市区东部，停靠往返塞莱斯塔和斯特拉斯堡一线的区域列车。

### 航空
距离多尔利赛姆最近的民用航空站为史特拉斯堡機場，距离多尔利赛姆市中心的公路里程约21公里。

### 城市公共交通
截至2022年12月，多尔利赛姆暂未城市公共交通系统。

## 政治

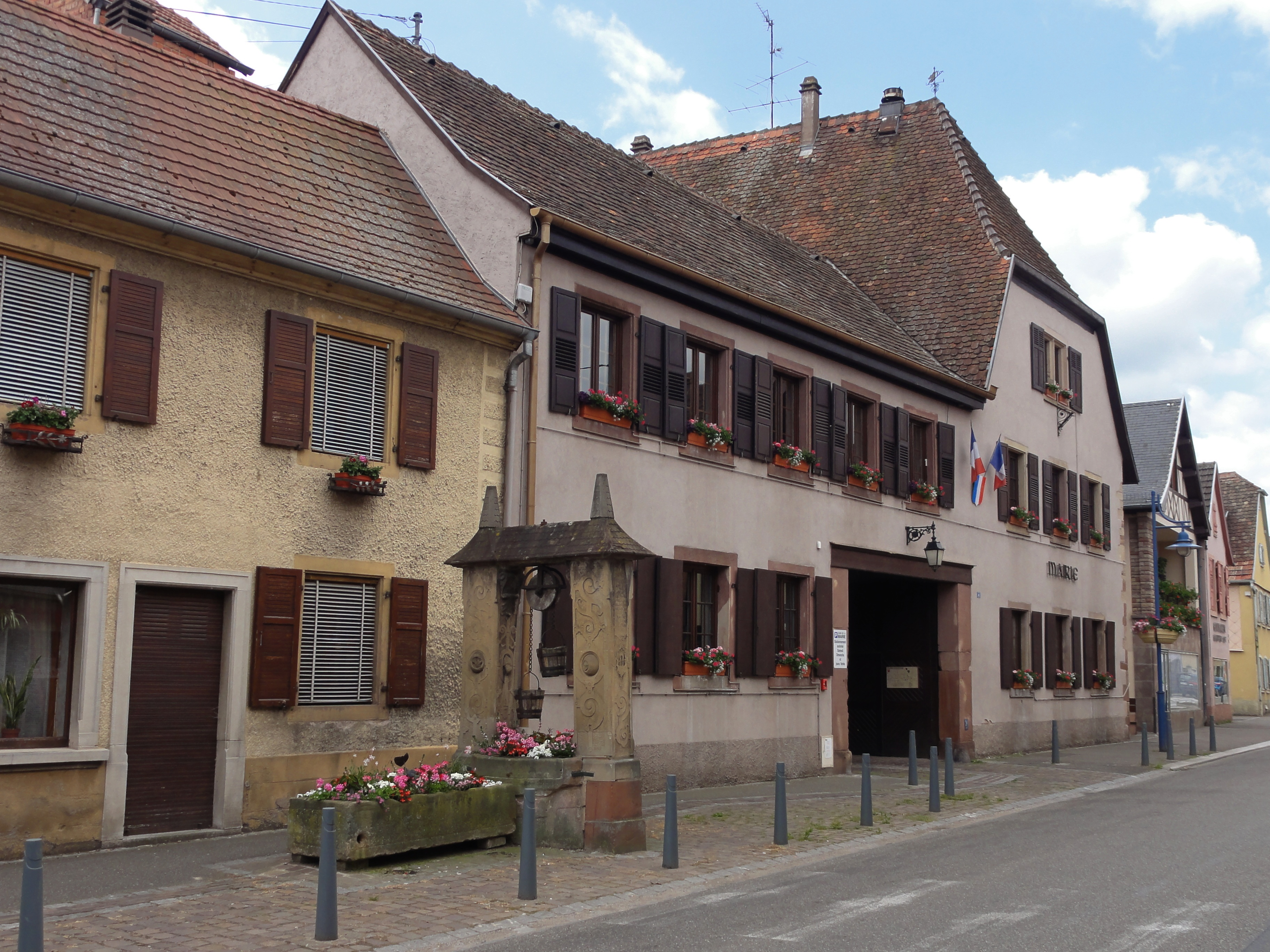
多尔利赛姆市政厅

多尔利赛姆的现任市长为吉尔贝·戈特先生（Gilbert ROTH），他是一名右翼无党派人士，在2020年的市政选举中获得了100.00%的支持率（无其他候选人）。
在2022年的法国总统大选中，法国第25任总统埃马纽埃尔·马克龙在多尔利赛姆获得了59.26%的支持率。

## 人口
2019年，多尔利赛姆市镇人口数量为2,613，在法国排名第4,211位。其中男性1,245人，女性1,368人，75岁及以上人口占12.9%，外籍人口数量为66人，人口密度为227人/平方公里，当地居民被称为（男性）或（女性）。2020年，多尔利赛姆境内出生19人，死亡人口48人。
| 多尔利赛姆1900年－2019年人口变化情况 |
|                                      |
| 数据来源：Cassini、INSEE             |

## 经济
多尔利赛姆是莫尔塞姆的一个近郊卫星城。截止2022年12月，多尔利赛姆市镇范围内共有各类用人单位（包含自雇）457家，平均历史为17年，其中99.16%为中小型企业（PME），2022年10月至12月间，当地的经济活力指数为0.22%。（体育用品销售）、（玻璃制品销售）及（美容美发）是当地2021年营业额最高的三个企业，分别为4,798,650欧元、913,220欧元和256,195欧元。

## 财政与居民收入
2021年，多尔利赛姆的财政收入总额为2,819,030欧元，财政支出总额为2,086,640欧元，当年的债务总额为1,052,830欧元。2021年，多尔利赛姆市镇共获得22,850欧元的国家财政补助，比上一年增加了5.29%。
2020年，多尔利赛姆的人均月收入总额为2,410欧元，其中高级职员为4,104欧元，低于法国平均水平（4,230欧元）；中级职员为2,517欧元，高于法国平均水平（2,411欧元）；普通职员为1,800欧元，高于法国平均水平（1,740欧元）。
2019年，多尔利赛姆境内的青壮年（15至64岁）失业率为7.5%，当地61.0%的家庭拥有纳税资格，平均纳税3,312欧元，低于法国平均水平（3,910欧元）。

## 社会事务

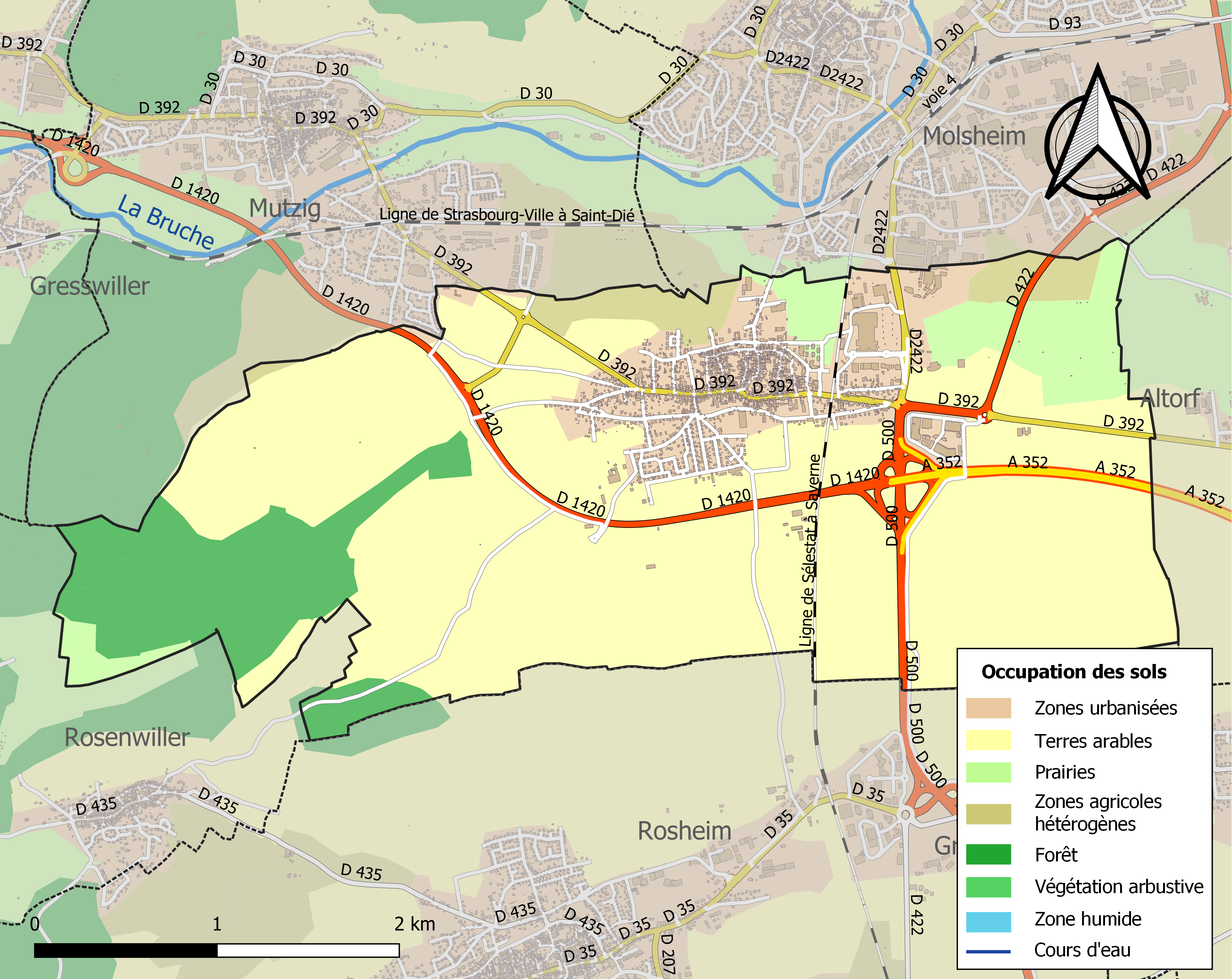
多尔利赛姆土地利用情况地图

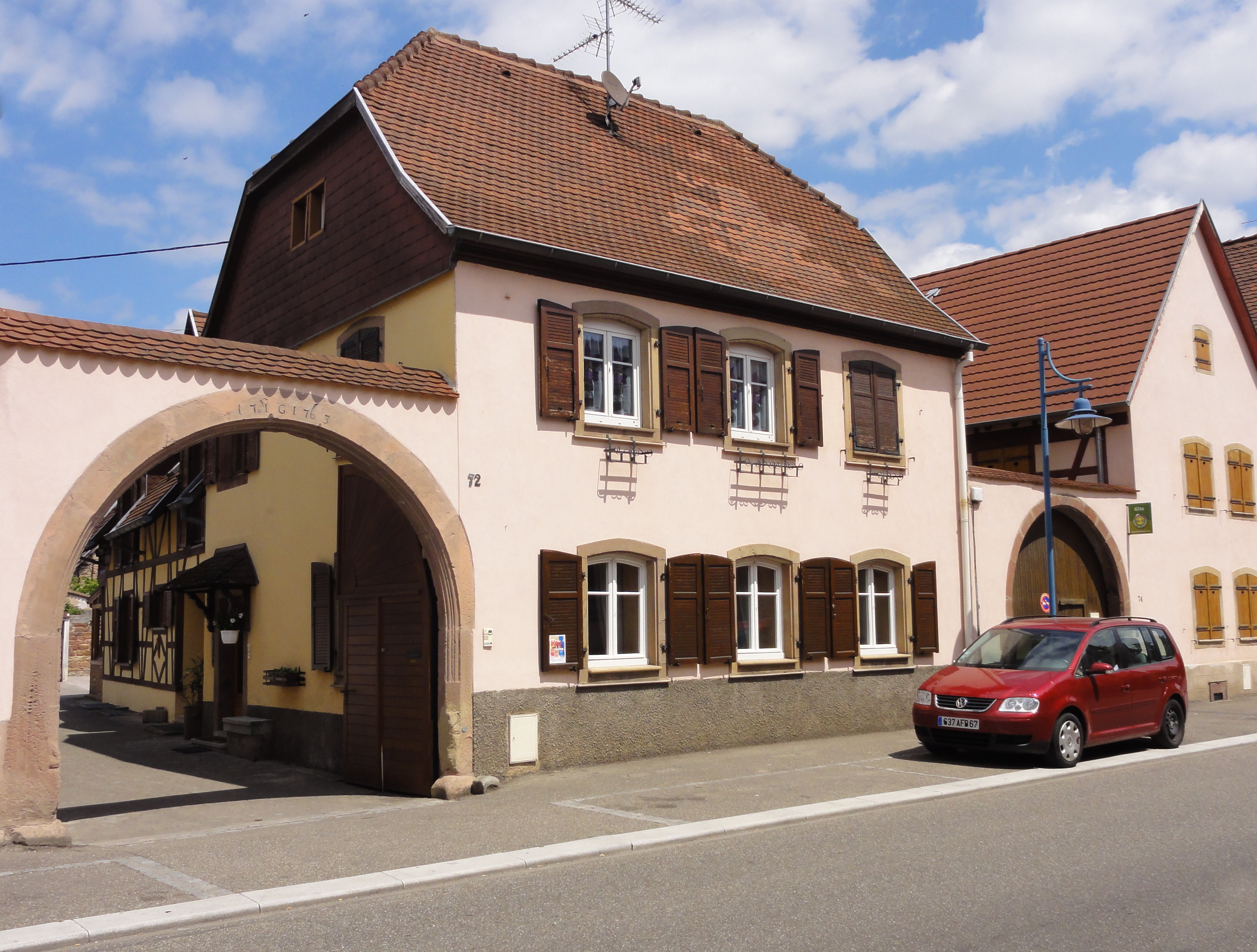
多尔利赛姆镇中心民居

### 教育
多尔利赛姆属于斯特拉斯堡学区。截止2021年1月1日，多尔利赛姆境内共有1所幼儿园和1所小学。

### 医疗
截止2021年1月1日，多尔利赛姆境内共有全科医生4名、保健师4名、牙医1名和护士3名。境内共有药房1家、残疾人帮扶中心1家。
距离多尔利赛姆最近的区域性医疗机构为罗赛姆中心医院（Centre Hospitalier de Rosheim），其主病区位于罗赛姆市区，距离多尔利赛姆的正常车程在10分钟以内，该院设有床位110个，是当地规模最大的公立综合性医院。

### 住房
2019年，多尔利赛姆境内共有各类住房1,218套，其中68.7%为独立式居民区，31.1%为集中式居民区。常住房屋占多尔利赛姆市镇范围内居民建筑总量的89.7%。
在住房保障政策方面，2021年，多尔利赛姆境内共有99户家庭获得了住房经济补助，受益人数占总人口数量的3.8%，其中94份为房租补助。

### 商业
2021年，多尔利赛姆境内共有各类实体商铺87家，其中餐厅14家、大型超市2家、杂货店1家、面包房3家、肉铺2家、书店3家、银行门店1家、美容美发店9家、汽车维修店6家。市区东部建有大型开放式商业街区，有Cora、Aldi、Intersport等商场。

### 体育
2021年，多尔利赛姆境内共有1间体育馆、2处网球场以及1处足球或橄榄球场。
截至2022年12月，多尔利赛姆联合体育俱乐部（Sports Réunis de Dorlisheim，编号504065）是多尔利赛姆境内唯一的一家注册足球俱乐部，其主队2022至2023赛季参加上莱茵省足球联赛丁组（法国第十二级别），其主场为勒希夫巴克球场（Stade du Schiffbach）。

### 环境
多尔利赛姆的环境事务由其所属的莫尔塞姆-米齐格地区市镇公共社区联合各级政府协调负责。2021年，多尔利赛姆境内共有2家污染企业。

### 治安
多尔利赛姆及其附近的共79个市镇是莫尔塞姆国家宪兵队的管辖范围。2020年，该宪兵队累计记录各类案件2,830起，其中盗窃类案件1,286起，经济类案件509起，毒品交易类案件121起。

## 文化
2021年，多尔利赛姆境内共有1家电影院。多尔利赛姆境内建有市政图书馆，每周一、三、五、六向公众开放。

### 建筑
多尔利赛姆境内有多处历史建筑，其中圣洛朗新教教堂、圣让城堡等为法国国家文物保护单位等，教堂则是当地的地标性建筑物。

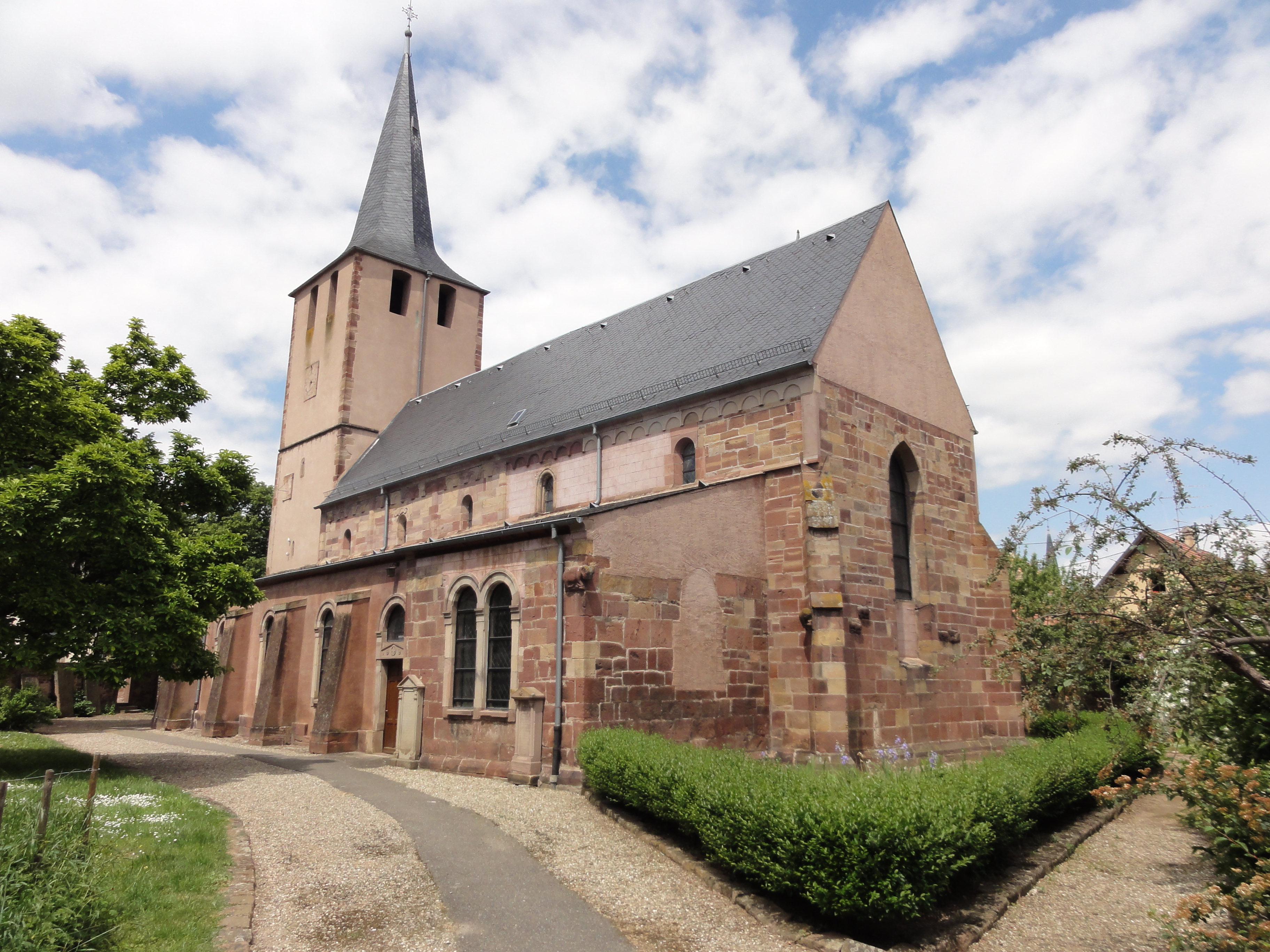
圣洛朗新教教堂（法语：Église protestante Saint-Laurent de Dorlisheim）
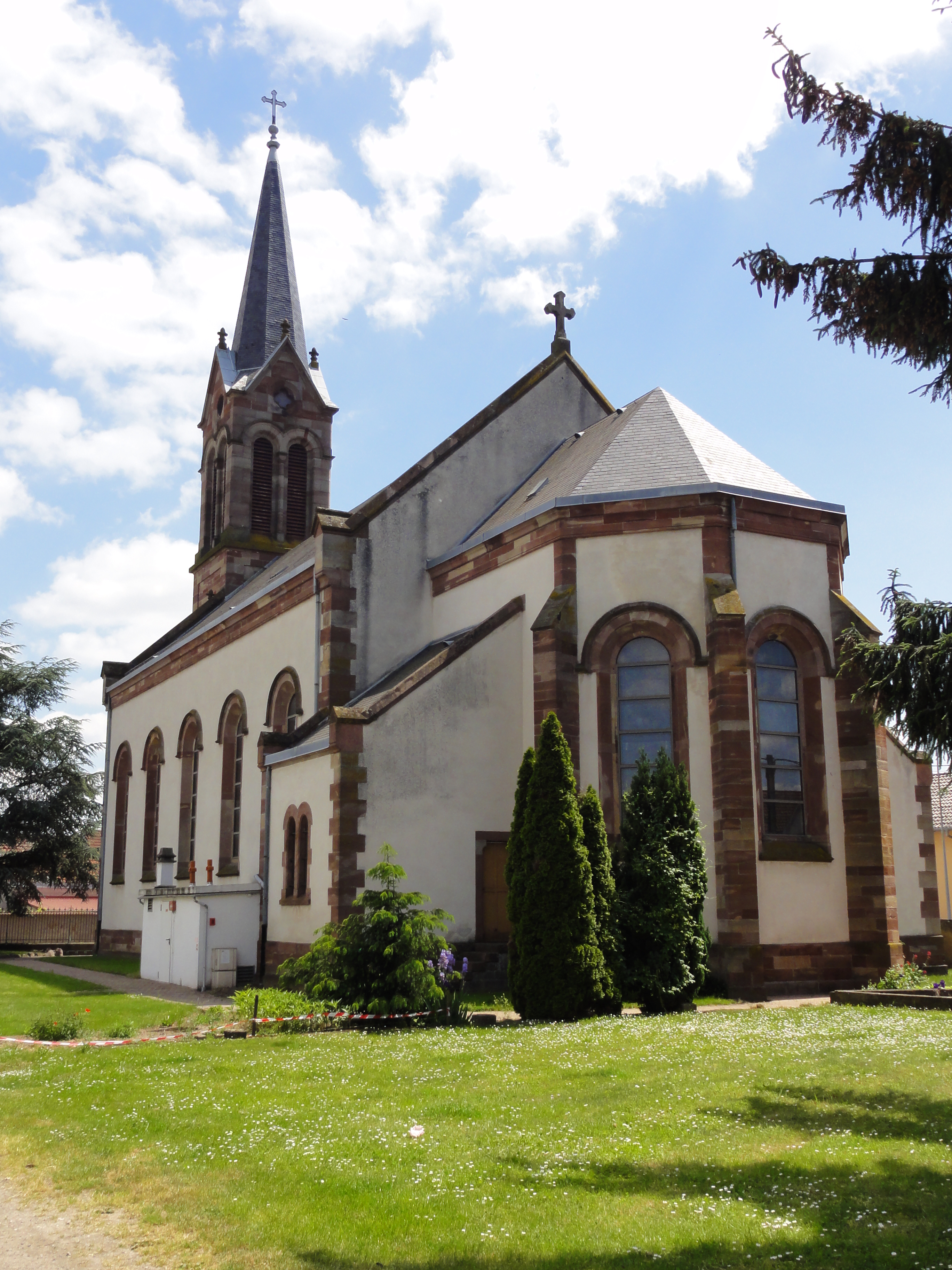
圣洛朗天主教教堂
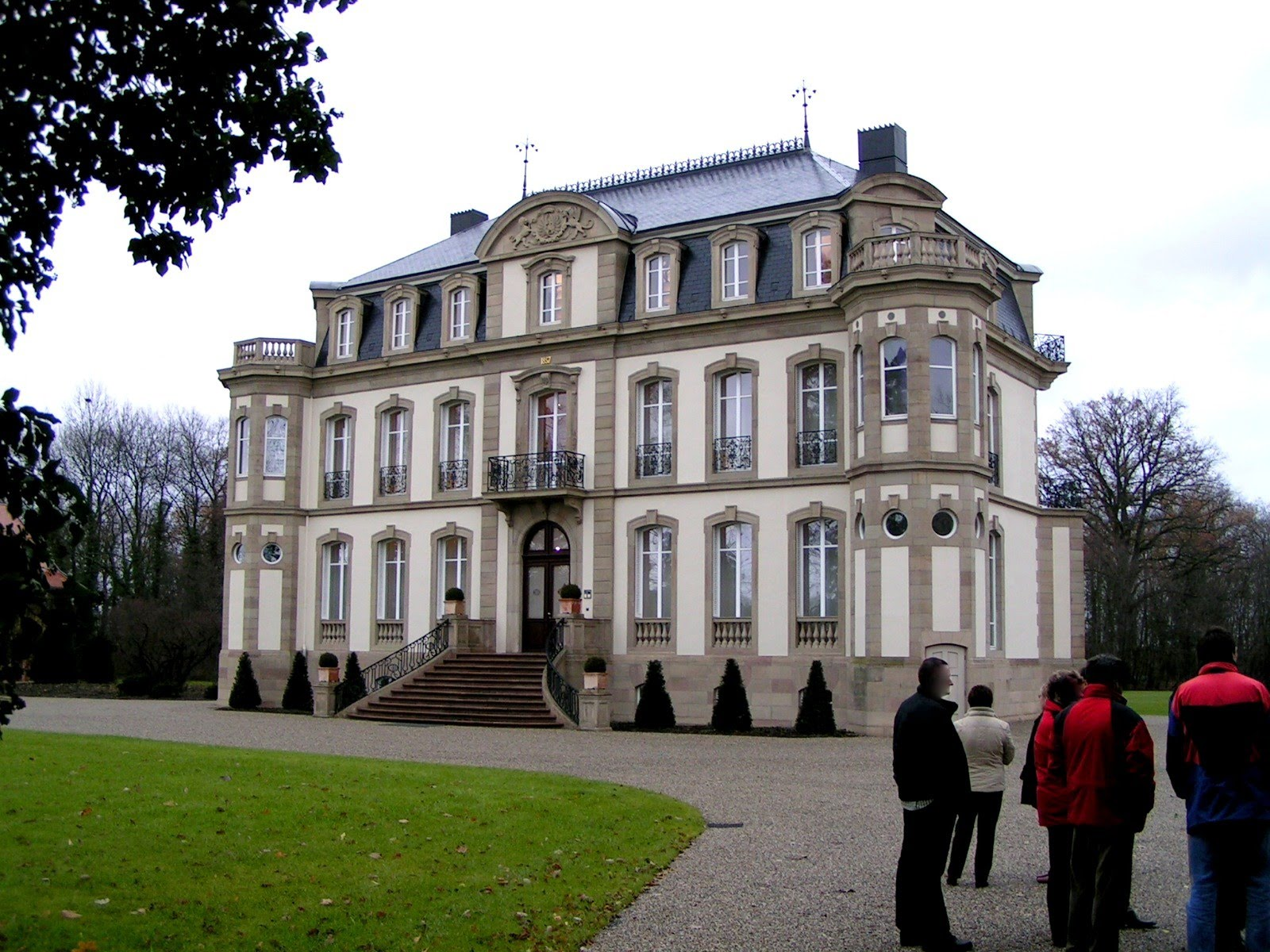
圣让城堡（法语：Château Saint-Jean (Dorlisheim)）
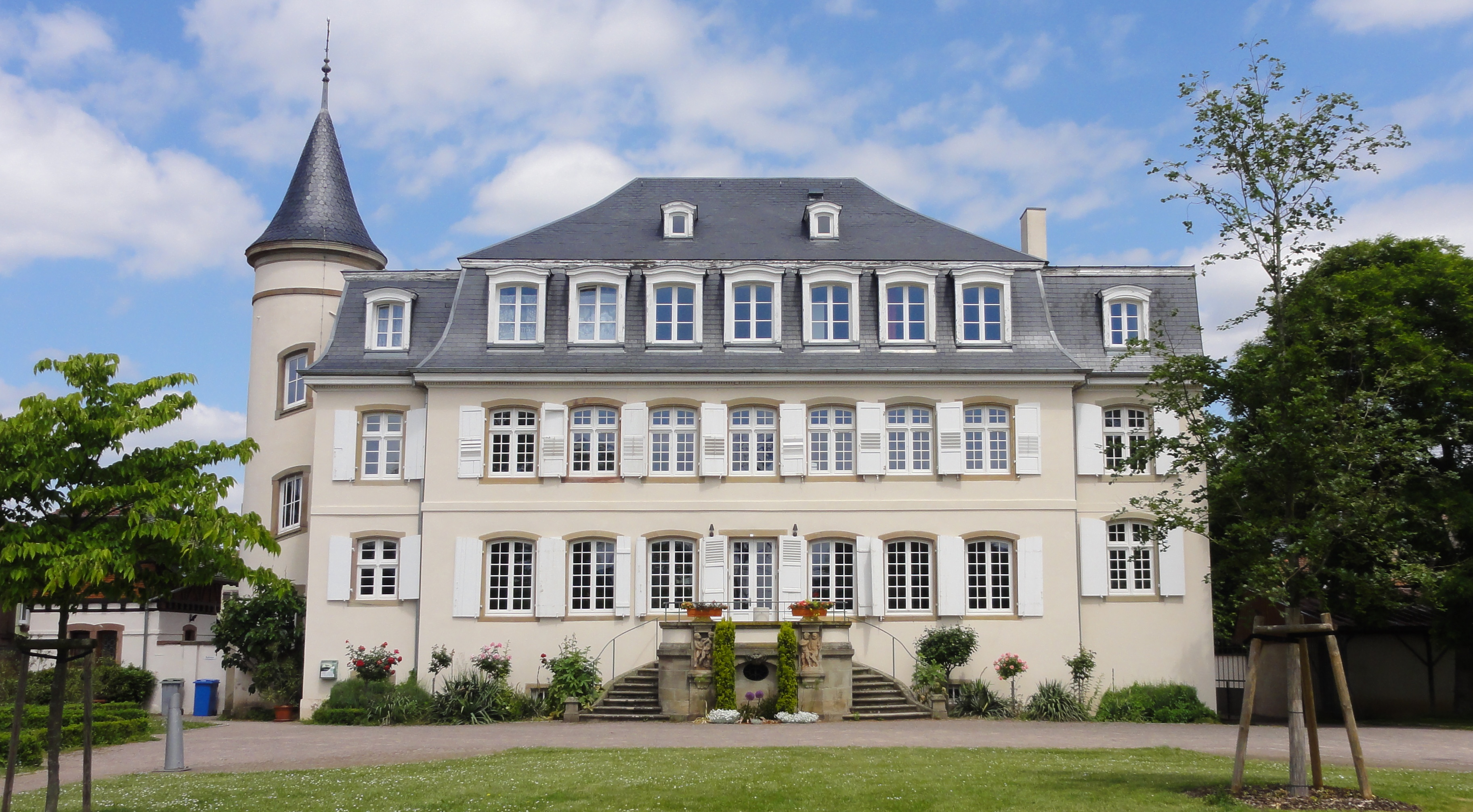
埃尔韦城堡
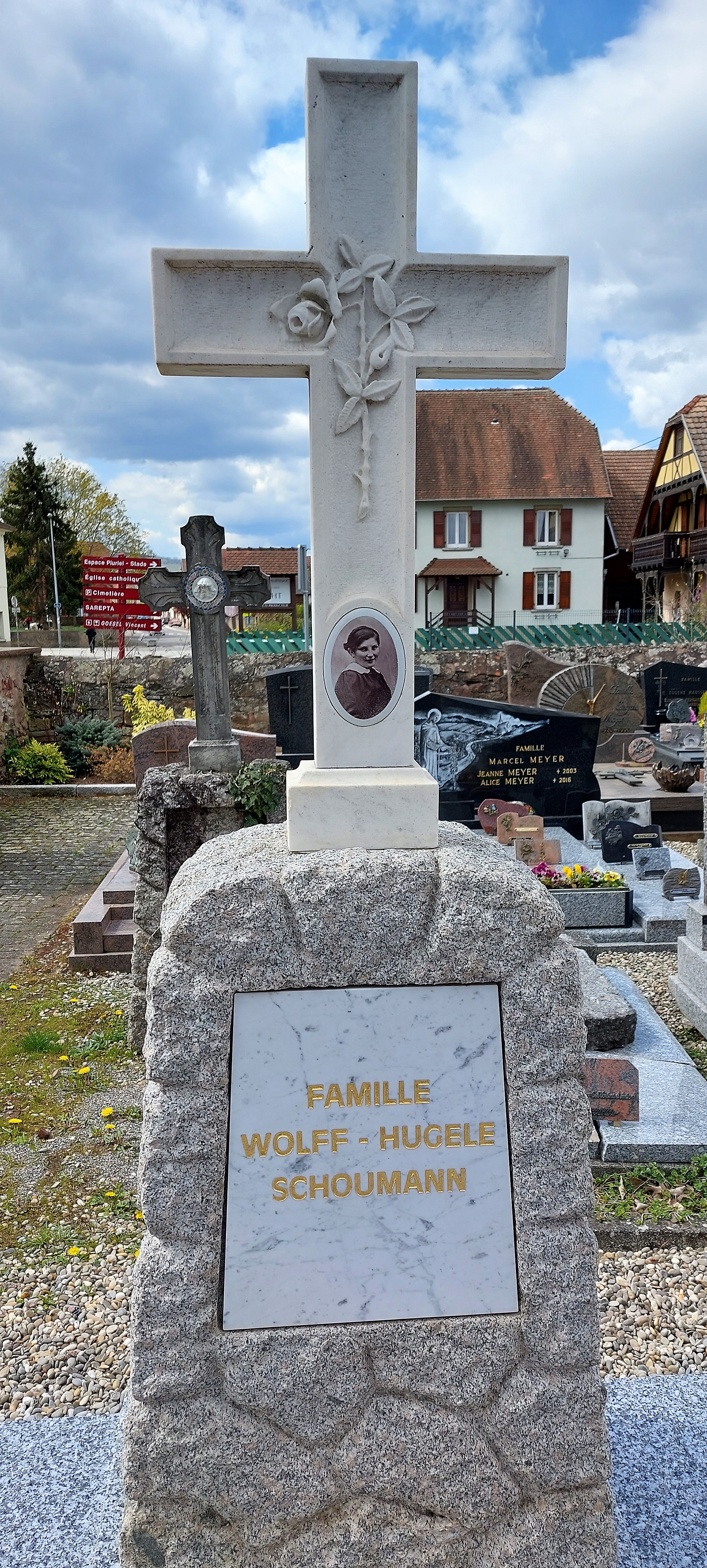
十字架
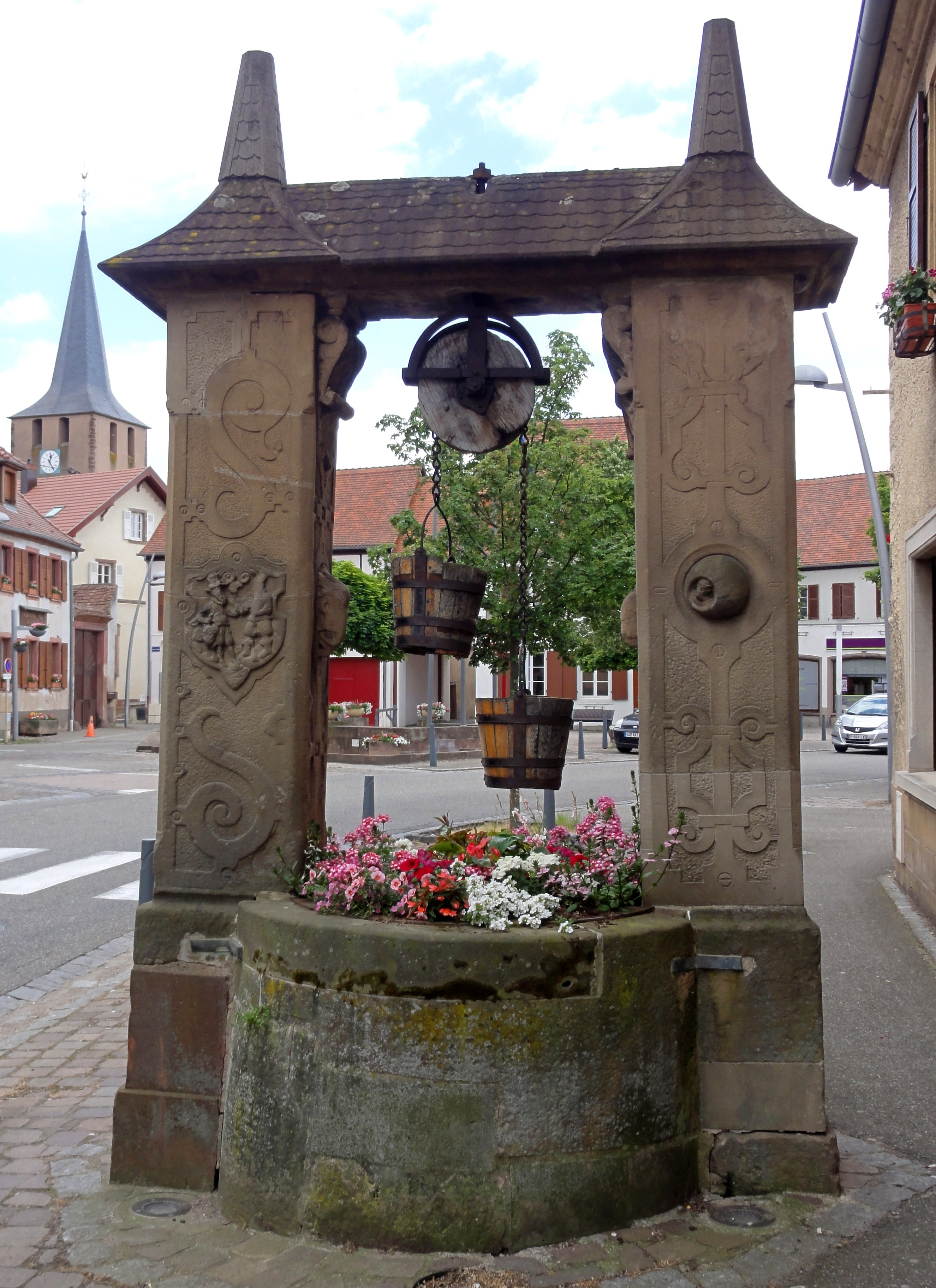
多尔利赛姆水井（法语：Puits de Dorlisheim）
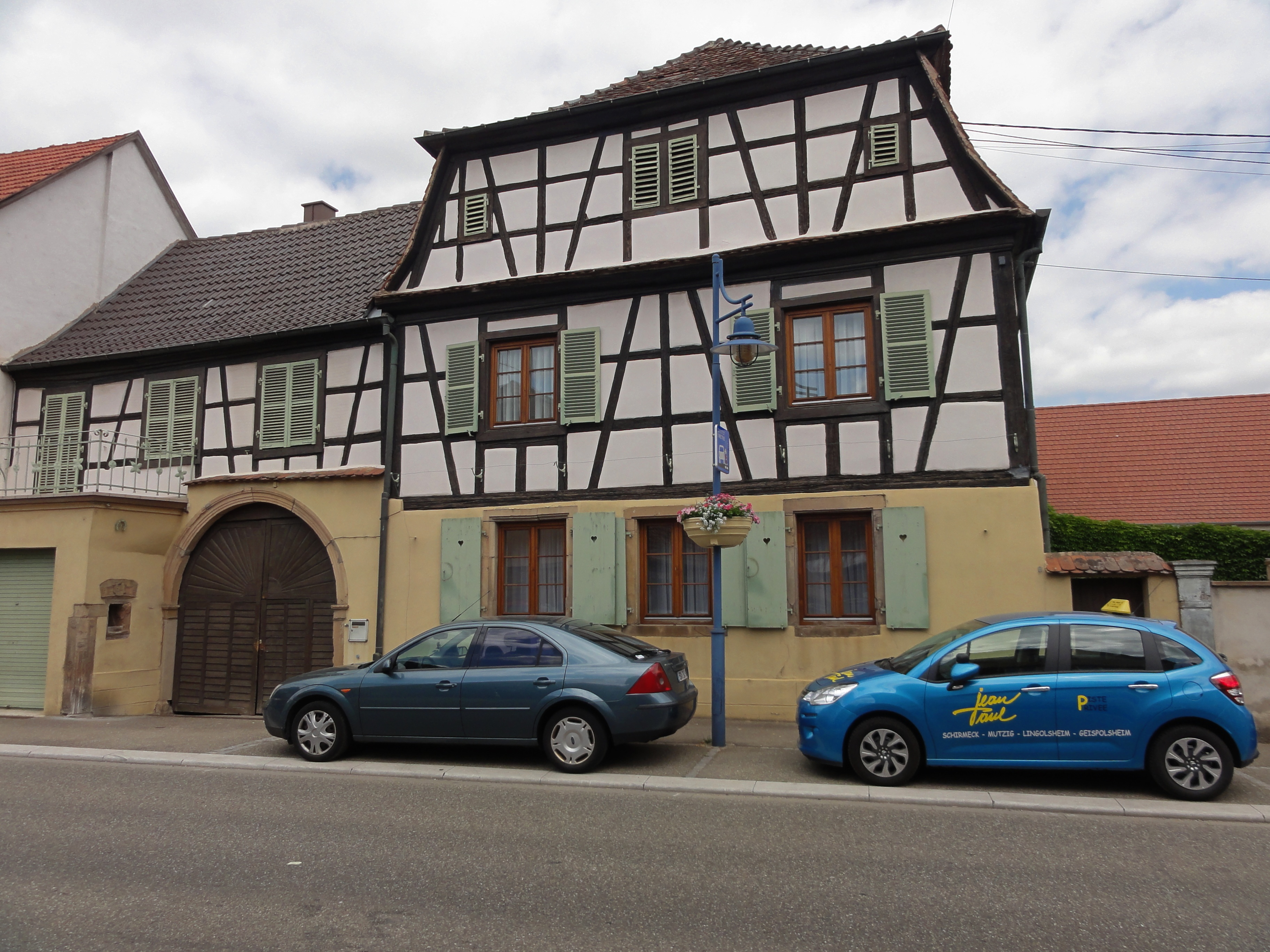
传统民居

### 旅游
多尔利赛姆的旅游事务由其所属的莫尔塞姆-米齐格地区市镇公共社区负责。2022年，多尔利赛姆境内共有2家酒店共计71间房间。

### 媒体
法国主要的媒体均可在多尔利赛姆接收，法国电视三台下属的大东部大区频道在部分时段播出多尔利赛姆所属区域的地方新闻。《阿尔萨斯新闻报》、蓝色法兰西阿尔萨斯广播、BFM电视台阿尔萨斯频道等是当地主要的地方性媒体

## 友好城市
截至2022年12月，多尔利赛姆共与一座城市建立了友好城市关系：
- 德国 Oberweier